# ARD-Mittagsmagazin
Das ARD-Mittagsmagazin ist ein Informationsmagazin der ARD, das seit 1989 ausgestrahlt wird. Die Sendung wird montags bis freitags im Wechsel mit dem ZDF-Mittagsmagazin in den geraden Kalenderwochen (von 2018 bis 2020 in den ungeraden) im Ersten, im ZDF und auf tagesschau24 im Rahmen des gemeinsamen Vormittagsprogramms live gesendet.

## Inhalte
Das ARD-Mittagsmagazin bietet einen Überblick über die Nachrichten des Tages. Anfangs noch aus München, wurde die Sendung nach der Übernahme durch den rbb 2018 umstrukturiert und band stärker Hauptstadtthemen Berlins ein. Seit 2024 kommt die Sendung aus Leipzig, wodurch mehr regionale Inhalte gesendet werden.

## Geschichte

### Mittagsmagazin des BR (1989 bis 2017)

Logo vom Mittagsmagazin zwischen 1997 und 2003

Seit 2003 mit ARD-Dachmarke

Logo vom Mittagsmagazin zwischen 2012 und 2017

Um die Zuschauer über die Entwicklung in der Zeit des Mauerfalls und der Deutschen Wiedervereinigung in den Jahren 1989/1990 nicht nur morgens und abends informieren zu können, wurde das Mittagsmagazin von ARD und ZDF 1989 ins Leben gerufen. Für die ARD war der Bayerische Rundfunk von 1989 bis 2017 für die Gestaltung der Sendung verantwortlich. Von Anfang an moderierte Hannelore Fischer das Magazin; zuletzt waren Stefan Scheider (seit 1996) und Petra Schwarzenberg (seit 2012) ihre Vertretung. Die Redaktion leitete zuletzt Klemens Hübner. Aufgrund der Veränderungen bei der Erhebung des Rundfunkbeitrages 2013 teilte der Bayerische Rundfunk mit, dass es ihm finanziell nicht länger möglich sei das Mittagsmagazin weiter zu produzieren, sodass die Produktion der Sendung in München Ende 2017 eingestellt wurde. Die letzte Sendung moderierte am 29. Dezember 2017 Stefan Scheider.
Zuletzt hatte das Mittagsmagazin des BR folgenden Aufbau: Zu Beginn der Sendung wurden die Themen des Tages im Überblick genannt und im Anschluss ausführlicher präsentiert. In der Mitte der Sendung gab es außerdem einen Nachrichtenüberblick aus dem NDR-Studio der Tagesschau in Hamburg. Es folgte ein Live-Bericht von der Frankfurter Börse, ein Sport-Block und am Schluss eine ausführliche Wettervorhersage vom Hessischen Rundfunk aus Frankfurt am Main. Die Sendung unterschied sich damit deutlich von ihrem Gegenstück des ZDF, das damals stärker boulevardeske Themen einband und meist einen Talk-Gast in die Sendung integrierte. 

### Mittagsmagazin des rbb (2018 bis 2023)

Logo der RBB-Version

Ab 2018 zeichnete nach dem Rückzug des BR der Rundfunk Berlin-Brandenburg für die Sendung verantwortlich und sendete seit dem 2. Januar 2018 aus der Hauptstadt Berlin. Aufgrund einer Kooperation mit dem ZDF produzierte der rbb die Sendung im ZDF-Hauptstadtstudio, da man selbst über keine geeigneten Räumlichkeiten verfügte. Jessy Wellmer und Sascha Hingst übernahmen die Doppelmoderation. Die Redaktion leitete Bettina Schön, die bereits in München stellvertretende Redaktionsleiterin war. Am 22. November 2019 moderierte Jessy Wellmer zum letzten Mal diese Sendung und wurde am 9. März 2020 durch ihre Nachfolgerin Nadia Kailouli ersetzt.
Von März 2020 bis Oktober 2022 sendete der rbb seine Sendung aufgrund der COVID-19-Pandemie aus dem Studio der Abendschau aus dem RBB-Fernsehzentrum am Theodor-Heuss-Platz in Berlin.
Im April 2023 wurde bekannt, dass sich der rbb das Mittagsmagazin finanziell nicht mehr leisten kann und deshalb zum Jahresende aus der Produktion aussteigt. Die letzte Sendung moderierten am 29. Dezember 2023 Susann Reichenbach und Sascha Hingst.

### Mittagsmagazin des MDR (seit 2024)

Logo der MDR-Version

Im Juni 2023 wurde angekündigt, dass der MDR ab 2024 die Produktion des Formats auf Seiten der ARD übernehmen soll. Man erhofft sich eine stärkere Sichtbarkeit ostdeutscher Lebenswirklichkeiten. Zudem ist geplant, künftig aus Leipzig zu senden und das Magazin auf fast zwei Stunden mit Beginn um 12:10 Uhr zu erweitern.
Am 8. Januar 2024 wurde die erste Sendung des ARD-Mittagsmagazins aus Leipzig gesendet. In diesem Zuge sind mehr regionale Themen in den Vordergrund gerückt, diesem Vorsatz kommt auch die Verlängerung der Sendezeit auf fast zwei Stunden zugute. Zudem erhielt die Sendung ein neues Design.

#### MIMAkocht
Seit Februar 2025 bereitet ein bekannter Koch live im Studio ein täglich freitags wechselndes Gericht zu. Die Köche treten in der Regel an bestimmten Freitagen auf, haben eigene private Restaurants oder haben sich als Bloggerin oder Blogger einen Namen gemacht. Der jeweilige Moderator und der jeweilige Sportmoderator schauen zwischen den Themen und Sportnachrichten bei den Köchen vorbei, die am Ende der ersten Stunde der Sendung mit der Zubereitung fertig sind. Der Moderator und der Sportmoderator kosten das Gericht schließlich an der Küche. Häufig springen auch andere bekannte Köche ein, wenn der eigentlich für einen Freitag vorgesehene Koch anderen Verpflichtungen nachkommen muss.
Bisherige Köche und Köchinnen (letzte Stand: 8. August 2025) :
- Christian Henze (6×, seit 7. Februar 2025)
- Lisa Angermann (5×, seit 21. Februar 2025)
- Robin Pietsch (2×, seit 4. April 2025)

## Moderatoren

### Derzeitige Moderatoren (MDR)
Die Sendung wird seit 2024 erneut von nur einer Person präsentiert. Zudem kehrte wieder ein moderierter Sportblock zurück.
| Name                    | Einstieg   | Bemerkungen                       |
| ----------------------- | ---------- | --------------------------------- |
| Tino Böttcher           | 08.01.2024 | Hauptmoderation                   |
| Mariama Jamanka         | 08.01.2024 | Sportmoderation                   |
| Stephanie Müller-Spirra | 05.02.2024 | Sportmoderation (Hauptvertretung) |
| Stephanie Müller-Spirra | 02.05.2024 | Hauptmoderation (Vertretung)      |
| Wiebke Binder           | 08.02.2024 | Hauptmoderation (Hauptvertretung) |
| Toni Mielke             | 02.05.2024 | Sportmoderation (Vertretung)      |
| Guido-Magnus Pierskalla | 24.01.2025 | Sportmoderation (Vertretung)      |
| Susann Reichenbach      | 07.08.2025 | Hauptmoderation (Vertretung)      |

### Wettermoderatoren
Das Wetter wird aus dem ARD-Wetterkompetenzzentrum in Frankfurt am Main präsentiert.
| Name           | Einstieg | Ausstieg | Bemerkung  |
| -------------- | -------- | -------- | ---------- |
| Dieter Voss    | 1996     | 2023     |            |
| Wolfgang Rossi | 1999     |          |            |
| Danijel Stanic | 2023     |          |            |
| Silke Hansen   | 1996     | 2011     | Vertretung |
| Tim Frühling   | 2023     | 2023     | Vertretung |
| Stefan Laps    | 2025     |          | Vertretung |

### Ehemalige Moderatoren (rbb)
Die Sendung wurde von 2018 bis 2023 von zwei Moderatoren gemeinsam präsentiert.
| Name                 | Einstieg  | Ausstieg  | Bemerkungen                        |
| -------------------- | --------- | --------- | ---------------------------------- |
| Jessy Wellmer        | 2018      | 2019      | Hauptmoderatorin                   |
| Sascha Hingst        | 2018      | 2023      | Hauptmoderator                     |
| Eva-Maria Lemke      | 2018 2023 | 2019 2023 | Vertretung                         |
| Philipp Menn         | 2018      | 2021      | Vertretung, ab 2019 Hauptmoderator |
| Susann Reichenbach   | 2019      | 2023      | Hauptmoderatorin                   |
| Nadia Kailouli       | 2020      | 2023      | Vertretung                         |
| Aimen Abdulaziz-Said | 2021      | 2023      | Hauptmoderator                     |
| Julia-Niharika Sen   | 2023      | 2023      | Vertretung                         |

### Ehemalige Moderatoren (BR)
Durch die Sendung führte bis 2017 nur ein Moderator.
| Name                | Einstieg | Ausstieg | Bemerkungen      |
| ------------------- | -------- | -------- | ---------------- |
| Hannelore Fischer   | 1989     | 2017     | Hauptmoderatorin |
| Stefan Scheider     | 1996     | 2017     | Hauptvertretung  |
| Petra Schwarzenberg | 2012     | 2017     | Vertretung       |

Der Sport-Block im ARD-Mittagsmagazin aus München wurde von einem eigenen Sport-Moderator präsentiert.
| Name                    | Einstieg | Ausstieg | Bemerkungen |
| ----------------------- | -------- | -------- | ----------- |
| Corinna Halke-Teichmann |          |          | Sport       |
| Markus Othmer           |          | 2017     | Sport       |
| Marianne Kreuzer        | 1993     | 2017     | Sport       |
| Wolfgang Nadvornik      | 1998     | 2011     | Sport       |
| Ursula Hoffmann         | 2005     | 2008     | Sport       |
| Dominik Vischer         | 2012     | 2017     | Sport       |
| Julia Scharf            | 2016     | 2017     | Sport       |